# Linaria triphylla
Linaria triphylla är en grobladsväxtart som först beskrevs av Carl von Linné, och fick sitt nu gällande namn av Philip Miller. Linaria triphylla ingår i släktet sporrar, och familjen grobladsväxter. Inga underarter finns listade i Catalogue of Life.